# Worthing & District Football League
De Worthing & District Football League is een Engelse regionale voetbalcompetitie. Er zijn 4 divisies waarvan de Premier Division zich op het 11de niveau in de Engelse voetbalpiramide bevindt. De kampioen van de Premier Division kan promoveren naar de Sussex County Football League (SCL). Clubs die uit de SCL degraderen gaan meteen naar de Division One vanwege de complexe status van Sussex in de piramide. 